# Marcus Brown
Marcus James Brown (ur. 3 kwietnia 1974 w West Memphis) – amerykański koszykarz, występujący na pozycjach rozgrywającego oraz rzucającego obrońcy, mistrz wielu europejskich lig krajowych.

## Historia
W 1996 roku podczas draftu NBA Browna w II rundzie z nr 17 wybrało Portland Trail Blazers. W barwach tego klubu zagrał w NBA 21 spotkań, mając średnie 4 pkt. na mecz i 41% w rzutach za trzy punkty podczas dziewięciu minut spędzonych na parkiecie. Po tym sezonie odszedł do Vancouver Grizzlies, ale nie rozegrał tam żadnego spotkania, a na początku 1998 roku został nawet zwolniony. Tak trafił do Europy, gdzie jego pierwszym klubem było francuskie EB Pau Orthez, z którym podpisał kontrakt w marcu.
Grał tam znakomicie o czym mówią statystyki – 20,5 pkt. we francuskiej lidze dało Pau Orthez mistrzostwo Francji, a Brownowi tytuł Najwartościowszego zawodnika rozgrywek – MVP. Nieszczęśliwie jednak doznał kontuzji kolana i nie mógł zagrać w finałowym meczu playoffów.
Do gry wrócił rok później, latem związając się umową z Detroit Pistons. W Tłokach rozegrał tylko sześć spotkań, bo w grudniu włodarze klubu zdecydowali się go pożegnać. Tak na początku 1999 ponownie wylądował we Francji, ale tym razem trafił do CSP Limoges. Grał tam tylko do końca sezonu, ale zdołał zdobyć potrójną koronę – Mistrzostwo i Puchar Francji oraz Puchar Koracza. Na dokładkę Brown wywalczył tytuł MVP w lidze, jak i rozgrywkach playoff.
Te dwa udane podejścia w lidze francuskiej obiły się o uszy włodarzom włoskiego Benettonu Treviso, gdzie Brown wylądował w 2000. Spędził tam tylko jeden sezon, ale po raz pierwszy zagrał w Eurolidze – zdobywał w niej średnio 19,9 pkt. To przełożyło się na kolejny transfer w jego karierze.
Zgłosił się turecki Efes Pilsen Stambuł, jeden z faworytów do zwycięstwa w Eurolidze. Brown w Turcji spędził dwa udane sezony – dwukrotnie zdobył mistrzostwo i puchar kraju, będąc wybrany także dwukrotnie MVP ligi. Na arenie międzynarodowej Brown także błyszczał, zdobywał średnio 19,6 pkt., co pozwoliło mu się znaleźć w drugiej piątce Euroligi.
Kolejnym krokiem w jego karierze było rosyjskie CSKA Moskwa. Jak w Turcji Efes, tak w Rosji CSKA zdominowało rozgrywki – CSKA z Brownem zdobyło dwa razy mistrzostwo Rosji, raz puchar kraju, a amerykańskiego rzucającego obrońcę dwukrotnie uznano za najlepszego koszykarza rozgrywek. Oprócz tego w Eurolidze Brown w sezonie 2003/04 trafił do pierwszej piątki, a w 2004/05 do drugiej.
Kolejne dwa lata kariery spędził w Hiszpanii. Unicaja Malaga miała w swoim składzie w tamtym okresie takich zawodników, jak Daniel Santiago, Pepe Sánchez, Jorge Garbajosa i Jiří Welsch. Po dokooptowaniu do drużyny Marcusa Browna Unicaja zdobyła pierwsze w swojej historii mistrzostwo.
W 2007 roku wyjechał na Litwę, bo zechciał go mieć w swoich szeregach Žalgiris Kowno. Zespół z Kowna, z Brownem w składzie, zdołał sięgnąć po potrójną koronę – mistrzostwo i puchar kraju, a także zwycięstwo w Lidze Bałtyckiej. Indywidualnie Brown wywalczył tytuł MVP playoffów ligi litewskiej.
W następnym sezonie Brown został wypożyczony do Maccabi Tel Awiw, z którym zdobył mistrzostwo Izraela. Po sezonie wrócił do Žalgirisu, z którym po raz drugi w karierze wygrał rozgrywki Ligi Bałtyckiej.
W październiku 2009 Brown trafił do Galerii Sław Uniwersytetu Murray, gdzie studiował zanim rozpoczął karierę koszykarską.
W listopadzie 2009 Brown stał się jednym z czterech zawodników w historii Euroligi, którym udało się trafić 300 i więcej rzutów za trzy punkty.
W 2007 był także nominowany do listy 50 najbardziej wpływowych ludzi Euroligi, ale ostatecznie się na niej nie znalazł.

## Osiągnięcia
Na podstawie, o ile nie zaznaczono inaczej.
NCAA
- Uczestnik turnieju NCAA (1995)
- Mistrz sezonu regularnego konferencji OVC (1994, 1995, 1996)
- Zawodnik roku konferencji Ohio Valley (OVC – 1995, 1996)[6]
- Drużyna Murray State Racers zastrzegła należący do niego numer 5

Klubowe
- Mistrz:
  - Ligi Bałtyckiej (2008, 2010, 2011)
  - Rosji (2004, 2005)
  - Litwy (2008, 2011)
  - Francji (1998, 2000)
  - Turcji (2002, 2003)
  - Hiszpanii (2006)
  - Izraela (2009)
- Wicemistrz Litwy (2010)
- Brąz:
  - Euroligi (2004, 2007)
  - pucharu Hiszpanii (2006)
- Zdobywca pucharu:
  - Ligi Bałtyckiej (2009)
  - Koracia (2000)
  - Francji (2000)
  - Turcji (2002)
  - Rosji (2005)
  - Litwy (2008, 2011)
- Finalista:
  - pucharu:
    - Litwy (2010)
    - Rosji (2004)
    - prezydenta Turcji (2001, 2002)

  - superpucharu Hiszpanii (2006)

Indywidualne
- MVP:
  - ligi rosyjskiej (2004)
  - zagraniczny ligi francuskiej (2000)
  - finałów ligi:
    - litewskiej (2008)
    - bałtyckiej (2010)

  - miesiąca Euroligi (kwiecień 2005, grudzień  2007)
  - kolejki Euroligi (17 – 2002/2003, 19 – 2011/2002)
- Zaliczony do:
  - I składu Euroligi (2004)
  - II składu Euroligi (2003, 2005)
- Uczestnik meczu gwiazd ligi litewskiej (2008, 2010, 2011)